# Idstedt
Idstedt (da. Isted) är en Gemeinde i Kreis Schleswig-Flensburg i det tyska förbundslandet Schleswig-Holstein, i södra delen av halvön Angeln. Idstedt, som för första gången nämns i ett dokument från år 1196, har cirka 900 invånare.
Kommunen ingår i kommunalförbundet Amt Südangeln tillsammans med ytterligare 14 kommuner.

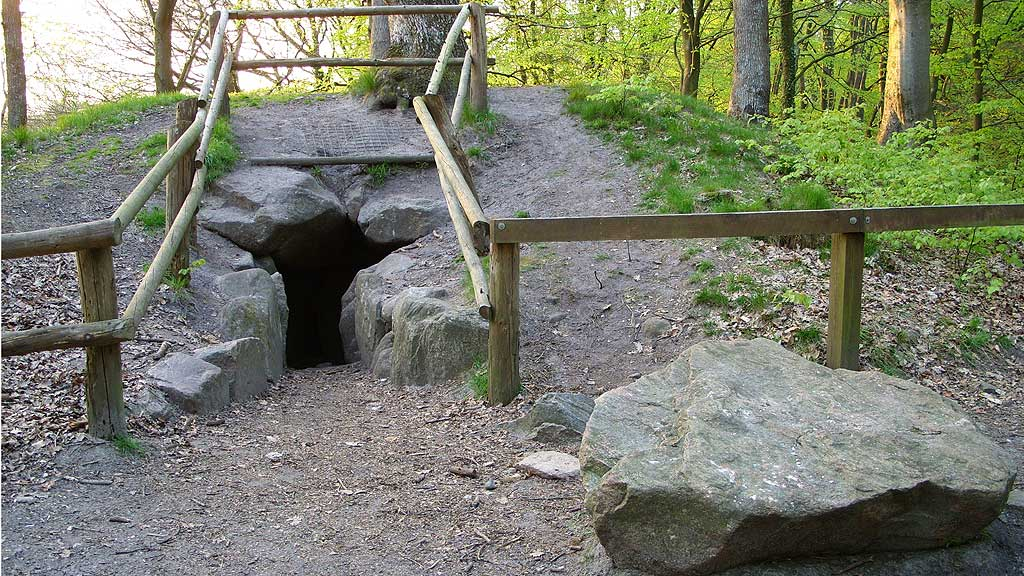
Idstedter Räuberhöhle

Idstedter Räuberhöhle ("Idstedtska rövarhålan") är en gånggrift som härstammar från trattbägarkulturen.